# Therèse
Therèse é um curta-metragem mudo sueco de 1916, do gênero drama, dirigido por Victor Sjöström.

## Elenco
- Lili Bech - Therèse
- Josua Bengtsson - Detetive
- Lars Hanson - Gerhard
- Albin Lavén - Rell
- Albert Ståhl - Donne
- Robert Sterling - Ramb
- Mathias Taube - Kembell
- Jenny Tschernichin-Larsson - mãe da Therese